# Ribes alpinum
Ribes alpinum (L., 1753), comunemente noto come ribes alpino, è una pianta appartenente alla famiglia Grossulariaceae, diffusa in tutta l'Europa e parte di Medio Oriente e Nordafrica.
È il ribes per antonomasia, ossia il piccolo arbusto dai frutti edibili di colore rosso vivace, ed ha preso nome dalle Alpi, dove cresce spontaneamente.

## Descrizione

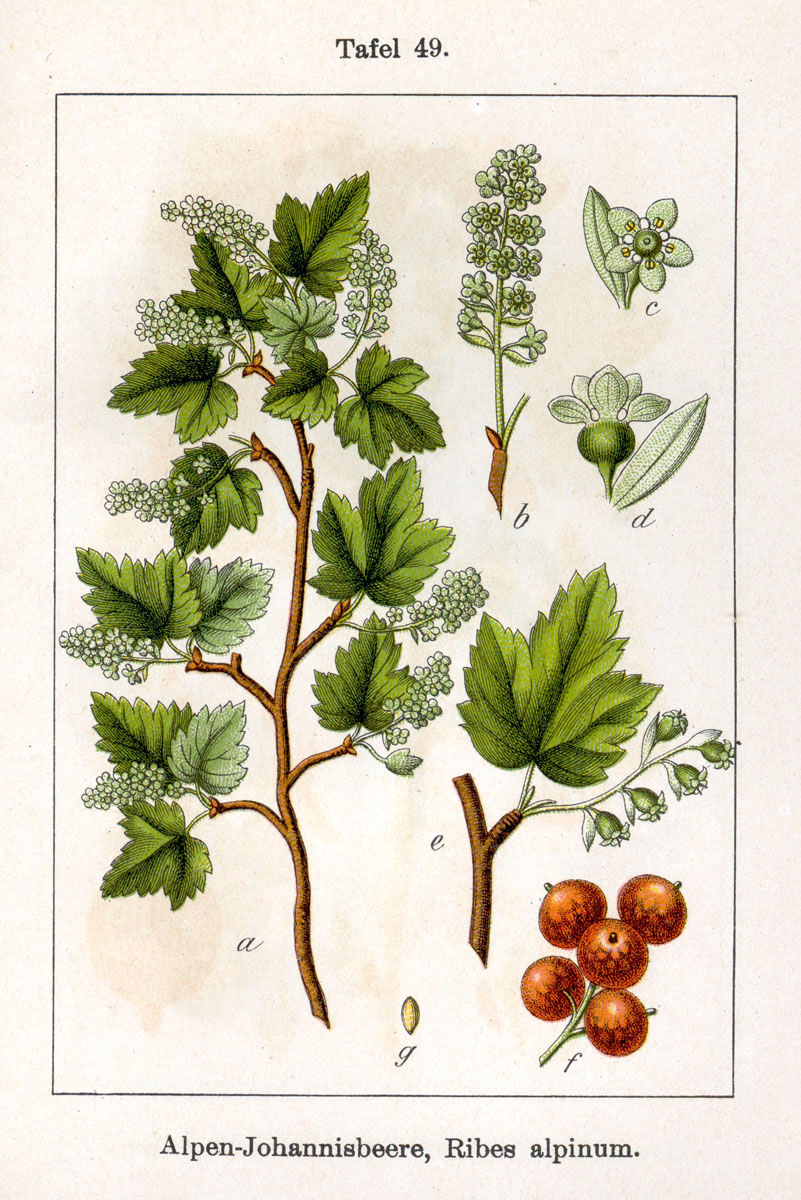
Ribes alpinum

Ribes alpinum è un arbusto a crescita lenta, alto fino a 2,50 m, con portamento cespuglioso (è all'incirca tanto largo che alto).
Le foglie sono palmato-lobate, con margine dentato, lunghe 2–4 cm.
Fiorisce tra aprile e maggio, con fiori verdognoli raccolti in infiorescenze. Il ribes è una pianta dioica, ogni esemplare produce solo fiori maschili o solo fiori femminili.
I frutti sono bacche rosse dolci ma aspre, sicché vengono in genere usate per marmellate.